# Izborne jedinice u Hrvatskoj
Područja izbornih jedinica za izbor zastupnika u Hrvatski sabor određena su Zakonom.
Zakonom je teritorij Republike Hrvatske podijeljen na deset izbornih jedinica, dok je jedanaesta izborna jedinica zasebna izborna jedinica u kojoj zastupnike u Sabor biraju hrvatski državljani koji nemaju prebivalište u Republici Hrvatskoj. Dvanaestu izbornu jedinicu čini cjelokupno područje Republike Hrvatske u kojoj pripadnici autohtonih nacionalnih manjina biraju svoje zastupnike u Sabor.

## Područje izbornih jedinica

### I. izborna jedinica
- Središnji dio Grada Zagreba:
  - gradske četvrti: Črnomerec, Donji grad, Gornji grad – Medveščak, Maksimir, Novi Zagreb – istok, Peščenica – Žitnjak, Podsljeme i Trnje
- Južni dio Zagrebačke Županije:
  - gravovi i općine Velika Gorica, Kravarsko, Orle, Pisarovina, Pokupsko i Rugvica

### II. izborna jedinica
- Cijela Bjelovarsko-bilogorska županija
- Istočni dio grada Zagreba:     
  - gradske četvrti: Donja Dubrava, Gornja Dubrava i Sesvete
- Istočni i jugoistočni dio Zagrebačke županije:         
  - gradovi i općine Dugo Selo, Ivanić-Grad, Sveti Ivan Zelina, Vrbovec, Bedenica, Brckovljani, Dubrava, Farkaševac, Gradec, Kloštar Ivanić, Križ, Preseka i Rakovec
- Zapadni i južni dio Koprivničko-križevačke županije:         
  - gradovi i općine Križevci, Gornja Rijeka, Kalnik, Rasinja, Sokolovac, Sveti Ivan Žabno i Sveti Petar Orehovec

### III. izborna jedinica
- Cijela Međimurska županija
- Cijela Krapinsko-zagorska županija
- Cijela Varaždinska županija
- Sjeverozapadni dio Zagrebačke županije:
  - općine Bistra, Dubravica, Jakovlje, Luka, Marija Gorica i Pušća

### IV. izborna jedinica
- Cijela Osječko-baranjska županija
- Cijela Virovitičko-podravska županija
- Sjeverni i istočni dio Koprivničko-križevačke županije:
  - gradovi i općine Đurđevac, Koprivnica, Drnje, Đelekovec, Ferdinandovac, Gola, Hlebine, Kalinovac, Kloštar Podravski, Koprivnički Bregi, Koprivnički Ivanec, Legrad, Molve, Novigrad Podravski, Novo Virje, Peteranec, Podravske Sesvete i Virje

### V. izborna jedinica
- Cijela Vukovarsko-srijemska županija
- Cijela Brodsko-posavska županija
- Cijela Požeško-slavonska županija
- Istočni dio Sisačko-moslavačke županije:
  - gradovi i općine Hrvatska Kostajnica, Novska, Donji Kukuruzari, Hrvatska Dubica, Jasenovac, Lipovljani i Majur

### VI. izborna jedinica
- Zapadni dio grada Zagreba
  - gradske četvrti: Brezovica, Novi Zagreb – zapad, Podsused – Vrapče, Stenjevec, Trešnjevka – jug i Trešnjevka – sjever
- Zapadni i jugozapadni dio Zagrebačke županije:
  - gradovi i općine Jastrebarsko, Samobor, Sveta Nedelja, Zaprešić, Brdovec, Klinča Sela, Krašić, Stupnik i Žumber

### VII. izborna jedinica
- Cijela Ličko-senjska županija
- Cijela Karlovačka županija
- Središnji, južni i zapadni dio Sisačko-moslavačke županije:
  - gradovi i općine Glina, Kutina, Petrinja, Popovača, Sisak, Dvor, Gvozd, Lekenik, Martinska Ves, Sunja, Topusko i Velika Ludina
- Sjeverni dio Zadarske županije:
  - gradovi i općine Obrovac, Pag, Gračac, Jasenice, Kolan, Novigrad, Posedarje, Povljana, Ražanac, Starigrad i Vir
- Sjeverni i istočni dio Primorsko-goranske županije:
  - gradovi i općine Čabar, Delnice, Kastav, Vrbovsko, Brod Moravice, Čavle, Fužine, Jelenje, Klana, Lokve, Matulji, Mrkopalj, Ravna Gora, Skrad, Vinodolska općina i Viškovo

### VIII. izborna jedinica
- Cijela Istarska županija:
- Zapadni dio Primorsko-goranske županije:
  - gradovi i općine Bakar, Cres, Crikvenica, Kraljevica, Krk, Mali Lošinj, Novi Vinodolski, Opatija, Rab, Rijeka, Baška, Dobrinj, Kostrena, Lopar, Lovran, Malinska-Dubašnica, Mošćenička Draga, Omišalj, Punat i Vrbnik

### IX. izborna jedinica
- Cijela Šibensko-kninska županija
- Sjeverni dio Zadarske županije:
  - gradovi i općine: Benkovac, Biograd na Moru, Nin i Zadar, Bibinje, Galovac, Kali, Kukljica, Lišane Ostrovičke, Pakoštane, Pašman, Polača, Poličnik, Preko, Privlaka, Sali, Stankovci, Sukošan, Sveti Filip i Jakov, Škabrnja, Tkon, Vrsi i Zemunik Donji
- Sjeverozapadni dio Splitsko-dalmatinske županije:
  - gradovi i općine Kaštela, Sinj, Solin, Trilj, Trogir, Vrlika, Dicmo, Dugopolje, Hrvace, Klis, Lećevica, Marina, Muć, Okrug, Otok, Prgomet, Primorski Dolac, Seget i Šolta

### X. izborna jedinica
- Cijela Dubrovačko-neretvanska županija
- Južni dio Splitsko-dalmatinske županije:
  - uključujući gradove i općine Hvar, Imotski, Komiža, Makarska, Omiš, Split, Stari Grad, Supetar, Vis, Vrgorac, Baška Voda, Bol, Brela, Cista Provo, Dugi Rat, Gradac, Jelsa, Lokvičići, Lovreć, Milna, Nerežišća, Podbablje, Podgora, Podstrana, Postira, Proložac, Pučišća, Runovići, Selca, Sućuraj, Sutivan, Šestanovac, Tučepi, Zadvarje, Zagvozd i Zmijavci

### XI. izborna jedinica
- XI. izborna jedinica je zasebna izborna jedinica za izbor zastupnika koje biraju hrvatski državljani koji nemaju prebivalište u Republici Hrvatskoj.

### XII. izborna jedinica
- Pripadnici autohtonih nacionalnih manjina u Republici Hrvatskoj, biraju svoje zastupnike u Hrvatski sabor u jednoj izbornoj jedinici koju čini cjelokupno područje Republike Hrvatske.